# Aisaüt
Eyzahut és un municipi francès situat al departament de la Droma i a la regió d'Alvèrnia-Roine-Alps. L'any 2007 tenia 127 habitants.

## Demografia

### Població
El 2007 la població de fet d'Eyzahut era de 127 persones. Hi havia 56 famílies de les quals 12 eren unipersonals (4 homes vivint sols i 8 dones vivint soles), 24 parelles sense fills, 12 parelles amb fills i 8 famílies monoparentals amb fills.
La població ha evolucionat segons el següent gràfic:
Habitants censats

### Habitatges
El 2007 hi havia 134 habitatges, 58 eren l'habitatge principal de la família, 67 eren segones residències i 10 estaven desocupats. 118 eren cases i 12 eren apartaments. Dels 58 habitatges principals, 39 estaven ocupats pels seus propietaris i 19 estaven llogats i ocupats pels llogaters; 7 tenien dues cambres, 19 en tenien tres, 14 en tenien quatre i 18 en tenien cinc o més. 45 habitatges disposaven pel capbaix d'una plaça de pàrquing. A 26 habitatges hi havia un automòbil i a 31 n'hi havia dos o més.

### Piràmide de població
La piràmide de població per edats i sexe el 2009 era:
| Homes | Edats   | Dones |
| ----- | ------- | ----- |
| 0     | 95 o +  | 0     |
| 0     | 90 a 94 | 0     |
| 0     | 85 a 89 | 0     |
| 0     | 80 a 84 | 0     |
| 0     | 75 a 79 | 4     |
| 12    | 70 a 74 | 4     |
| 4     | 65 a 69 | 4     |
| 0     | 60 a 64 | 4     |
| 4     | 55 a 59 | 4     |
| 16    | 50 a 54 | 4     |
| 4     | 45 a 49 | 4     |
| 4     | 40 a 44 | 4     |
| 0     | 35 a 39 | 8     |
| 4     | 30 a 34 | 4     |
| 0     | 25 a 29 | 0     |
| 0     | 20 a 24 | 0     |
| 4     | 15 a 19 | 4     |
| 0     | 10 a 14 | 0     |
| 4     | 5 a 9   | 0     |
| 0     | 0 a 4   | 0     |

## Economia
El 2007 la població en edat de treballar era de 86 persones, 57 eren actives i 29 eren inactives. De les 57 persones actives 51 estaven ocupades (28 homes i 23 dones) i 6 estaven aturades (3 homes i 3 dones). De les 29 persones inactives 15 estaven jubilades, 6 estaven estudiant i 8 estaven classificades com a «altres inactius».

### Ingressos
El 2009 a Eyzahut hi havia 67 unitats fiscals que integraven 137 persones, la mediana anual d'ingressos fiscals per persona era de 13.541 €.

### Activitats econòmiques
Dels 7 establiments que hi havia el 2007, 2 eren d'empreses de construcció, 1 d'una empresa de comerç i reparació d'automòbils, 1 d'una empresa d'hostatgeria i restauració i 3 d'empreses de serveis.
Dels 3 establiments de servei als particulars que hi havia el 2009, 2 eren paletes i 1 restaurant.
L'únic establiment comercial que hi havia el 2009 era una gran superfície de material de bricolatge.
L'any 2000 a Eyzahut hi havia 9 explotacions agrícoles.

## Poblacions més properes
El següent diagrama mostra les poblacions més properes.